# Браун, Марк Нил
Марк Нил Браун (англ. Mark Neil Brown ; родился в 1951), в городе Валпарейзо, штат Индиана, американский астронавт НАСА. Полковник ВВС США (на 1992 год). Участник двух полётов на «Спейс шаттл» —
STS-28,
STS-48,
провел в космосе 10 суток 9 часов 29 минут 21 секунду.

## Ранние годы, образование
Марк Нил Браун родился 18 ноября 1951 года в городе Валпарейзо, штат Индиана. Там же закончил в 1969 году школу, после чего поступил в Университет Пердью где в 1973 году получил степень бакалавра наук по авиационной и космической технике. В Технологическом институте ВВС он получил степень магистра по космической технике в 1980 году.

## Военная служба
На данный момент полковник ВВС США в отставке.
- 1974 год — на авиабазе ВВС Логлин (Laughlin AFB) в Техасе прошел летную подготовку и стал пилотом ВВС США. Был назначен в 87-ю эскадрилью истребителей-перехватчиков на авиабазе Сэйер (K.I. Sawyer AFB) в Мичигане, где пилотировал самолеты T-33 и F-106.
- 1979 год — был направлен на авиабазу Райт-Пэттерсон в Огайо, на обучение в Технологический институт ВВС.
- 1980 год — был направлен на службу в Космический центр имени Линдона Джонсона. Служил инженером в отделе обеспечения полетов, участвовал в работах по выработке рекомендаций по применению оборудования, установленного на борту шаттла. Во время первых полетов шаттлов работал в группе обеспечения в Центре управления полетом.
- июль 1993 год — ушёл в отставку.

## Космическая подготовка
- 1984 год — май — стал кандидатом в отряд астронавтов НАСА во время 10-го набора в качестве специалиста полёта.
- 1984 год — июль — приступил к обучению по курсу «Общекосмическая подготовка» (ОКП).
- 1985 год — июнь — окончил курс «Общекосмическая подготовка» (ОКП), получил квалификацию «специалист полёта» шаттла и назначение в Отдел астронавтов НАСА.
- 1985 год — декабрь — был назначен в экипаж шаттла для полёта по программе министерства обороны (Department of Defense), однако после катастрофы шаттла Челленджер полёт был отменён.
- 1986 год — 1987 год работал в группе по усовершенствованию конструкции твердотопливных ускорителей шаттла.
- 1989 год — 1991 год работал в группе по созданию орбитальной станции «Фридом».
- 1988 год — февраль — был назначен в экипаж STS-28.

## Полеты в космос
- STS-28[5] — Колумбия (шаттл) — в качестве специалиста по программе полёта-3 с 8 по 13 августа 1989 года. Продолжительность полёта шаттла — 5 суток 1 час 00 минут 53 секунды.
- STS-48[6] — Дискавери (шаттл) — в качестве специалиста по программе полёта с 12 по 18 сентября 1991 года. Продолжительность полёта шаттла — 5 суток 8 часов 28 минут 28 секунд.

- 1993 год — июль — ушёл из отряда астронавтов и из НАСА.

## Профессиональная деятельность
- 1993 год — начал работать Начальником Отдела космических исследований (Space Division) в корпорации (General Research Corporation) в Дайтоне, штат Огайо.
- Работал в Командовании аэрокосмической обороны.

## Награды и премии
- Медаль «За отличную службу» (США).
- Похвальная медаль ВВС США.
- Медаль Боевой готовности США.
- Медаль за службу национальной обороне (США).
- Две Медали «За космический полёт».
- Медаль ВВС «За заслуги».
- Памятная медаль «За службу по защите нации».

## Семья
- Жена — Линн Э. Андерсон (Lynne A. Anderson), у них две дочери. Увлечения — разные виды спорта, бег трусцой (джоггинг), туризм, рыбалка и шахматы.